# Toni Ucci
Toni Ucci (de son vrai nom Antonio Ucci), né le 13 janvier 1922 à Rome et mort à un endroit et une date indéterminés, probablement à Rome le 16 février 2014,, est un acteur de cinéma, de théâtre, de cabaret et de télévision italien, actif entre la fin des années 1940 et le début des années 2000.

## Biographie
Toni Ucci a commencé à jouer dans les spectacles comiques (appelés avanspettacoli) et au théâtre de variétés à Rome, à la fin de la Seconde Guerre mondiale.
Il est connu surtout comme acteur de genre d'homme du peuple romain de faubourg dans de nombreux films de genre : comédie érotique à l'italienne, comédie à l'italienne, parodie, musicarello, série B, film policier, etc.
Il a souvent joué avec Tomas Milian dans les épisodes du maréchal - puis inspecteur - Nico Giraldi. Son personnage, un compagnon de vols de Nico Giraldi avant que celui-ci n'entre à la police, meurt dans Squadra antifurto.
Il a joué avec Totò dans Totò e Cleopatra. On le voit aussi dans un film de la série Pierino, Pierino colpisce ancora (it)).
Parmi ses dernières apparitions figurent les films I mitici - Colpo gobbo a Milano (1994), Lia, rispondi (1997) et Ponte Milvio (2000).

## Théâtre, comédie musicale et télévision
Toni Ucci est artiste de cabaret au Puff de Rome.
En 1962, au théâtre, il fait partie avec don Niccolò Paritelli de la distribution de la première édition de la comédie musicale Rugantino de Garinei e Giovannini. Il sera également présent dans le film dérivé.
À la télévision, il a participé à des spectacles de variétés et de divertissement, parmi lesquels les premières éditions de Canzonissima et Ciao, torno subito. Il a aussi participé à des fictions, comme la série de téléfilms La famiglia Benvenuti de A. Giannetti (1969), la mini-série de 1993 Piazza di Spagna et le téléfilm de 1996 Favola.

## Spectacles de théâtre
- Avanspettacolo dans les années 1945/1946
- Domani è sempre domenica, 1947/48 Wanda Osiris
- Buon appetito - 1948/49 Carlo Dapporto
- Buondì zia Margherita - 1949/50 Carlo Dapporto
- Snob - 1950/51 Carlo Dapporto
- Cristoforo Colombo - 1951 de Paul Claudel
- Cavalcata di mezzo secolo - 1951/52 Nino Taranto
- La Piazza - 1952/53 Carlo Dapporto
- B come Babele - 1953/54 Nino Taranto
- Passo doppio - 1954/55 Ugo Tognazzi à Paris
- L'uomo si conquista la domenica - 1955/56 Macario
- Non sparate alla cicogna - 1957/58 Macario
- Buonanotte Bettina - 1958/59 Walter Chiari

## Filmographie
- 1947[réf. nécessaire] : Les Belles Années (Cuore), de Duilio Coletti
- 1949 : L'Empereur de Capri (L'imperatore di Capri), de Luigi Comencini
- 1955 : Les amoureux (Gli innamorati), de Mauro Bolognini
- 1956 : Peccato di castità (it), de Gianni Franciolini
- 1957 : Vivendo cantando... che male ti fò? (it), de Marino Girolami
- 1957 : Serenate per 16 bionde (it), de Marino Girolami
- 1957 : La canzone del destino (it), de Marino Girolami
- 1957 : La ragazza del Palio, de Luigi Zampa
- 1957 : Non cantare, baciami! (it), de Giorgio Simonelli
- 1958 : L'amico del giaguaro (it), de Giuseppe Bennati
- 1959 : Meurtre à l'italienne (Un maledetto imbroglio), de Pietro Germi
- 1959 : La cento chilometri, de Giulio Petroni
- 1959 : Il terrore dell'Oklahoma (it), de Mario Amendola
- 1959 : Simpatico mascalzone (it), de Mario Amendola
- 1959 : Il raccomandato di ferro, de Marcello Baldi
- 1959 : Hold-up à la milanaise (Audace colpo dei soliti ignoti), de Nanni Loy
- 1959 : La cambiale, de Camillo Mastrocinque
- 1960 : Noi duri, de Camillo Mastrocinque
- 1960 : Larmes de joie (Risate di gioia), de Mario Monicelli
- 1960 : Appuntamento a Ischia, de Mario Mattoli
- 1960 : Le olimpiadi dei mariti, de Giorgio Bianchi
- 1960 : C'est parti, mon kiki (Psycosissimo) de Steno
- 1960 : Ferragosto in bikini (it), de Marino Girolami
- 1960 : Le signore, de Turi Vasile
- 1961 : Pesci d'oro e bikini d'argento, de Carlo Veo
- 1961 : Bellezze sulla spiaggia (it), de Marino Girolami
- 1961 : L'Assassin (L'assassino), de Elio Petri
- 1962 : Appuntamento in Riviera, de Mario Mattoli
- 1962 : Les Deux Colonels (I due colonnelli), de Steno
- 1963 : Totò sexy, de Mario Amendola
- 1963 : Totò e Cleopatra, de Fernando Cerchio
- 1963 : I terribili 7, de Raffaello Matarazzo
- 1964 : Tre notti d'amore, de Franco Rossi
- 1964 : Cadavere per signora, de Mario Mattoli
- 1964 : Amore facile, de Gianni Puccini
- 1965 : Spiaggia libera (it), de Marino Girolami
- 1965 : Les Amants latins (Gli amanti latini) de Mario Costa
- 1966 : Viaggio di nozze all'italiana (it), de Mario Amendola
- 1966 : Per favore non sparate col cannone, de Mario Caiano
- 1966 : Mano di velluto, de Ettore Fecchi (it)
- 1967 : I ragazzi di bandiera gialla, de Mariano Laurenti
- 1968 : Vacanze sulla Costa Smeralda, de Ruggero Deodato
- 1968 : Indovina chi viene a merenda? (it), de Marcello Ciorciolini
- 1970 : Nini Tirebouchon, de Marcello Fondato
- 1970 : La ragazza del prete, de Domenico Paolella
- 1972 : Sans famille, sans le sou, en quête d'affection (Senza famiglia, nullatenenti cercano affetto) de Vittorio Gassman
- 1972 : Boccace raconte (Boccaccio), de Bruno Corbucci
- 1972 : La calandria, de Pasquale Festa Campanile
- 1972 : Jus primae noctis, de Pasquale Festa Campanile
- 1972 : Il santo patrono (it), de Bitto Albertini
- 1973 : Rugantino, de Pasquale Festa Campanile
- 1973 : I racconti di Viterbury - Le più allegre storie del '300, de Mario Caiano
- 1973 : Storia de fratelli e de coltelli, de Mario Amendola
- 1974 : Quatre Zizis au garde à vous (4 marmittoni alle grandi manovre), de Bitto Albertini
- 1974 : Sesso in testa de Sergio Ammirata (it) et Fernando Di Leo
- 1974 : La sculacciata, de Pasquale Festa Campanile
- 1975 : Le Messie (Il messia), de Roberto Rossellini
- 1975 : Milano: il clan dei calabresi, de Giorgio Stegani
- 1975 : Amore mio spogliati... che poi ti spiego! (it), de Fabio Pittorru (it) et Renzo Ragazzi (it)
- 1976 : Le impiegate stradali - Batton Story (it), de Mario Landi
- 1976 : Opération jaguar (Italia a mano armata), de Marino Girolami
- 1976 : Squadra antifurto, de Bruno Corbucci
- 1976 : Flics en jeans (Squadra antiscippo), de Bruno Corbucci
- 1977 : Il ginecologo della mutua (it), de Aristide Massaccesi
- 1978 : Comment perdre sa femme et trouver une maîtresse (Come perdere una moglie e trovare un'amante) de Pasquale Festa Campanile
- 1979 : Attenti... arrivano le collegiali, de Giorgio Miller
- 1981 : Mia moglie torna a scuola, de Giuliano Carnimeo
- 1982 : Per favore, occupati di Amelia, de Flavio Mogherini
- 1982 : Più bello di così si muore, de Pasquale Festa Campanile
- 1982 : Attila flagello di Dio, de Castellano et Pipolo
- 1982 : I camionisti, de Flavio Mogherini
- 1982 : Care amiche mie, de Alessandro Metz (it)
- 1982 : Gian Burrasca (it), de Pier Francesco Pingitore
- 1982 : Pierino colpisce ancora (it), de Marino Girolami
- 1982 : Porca vacca, de Pasquale Festa Campanile
- 1982 : Sbirulino (it), de Flavio Mogherini
- 1988 : Fiori di zucca, de Stefano Pomilia
- 1989 : La ragazza del metrò (it), de Romano Scandariato (it)
- 1990 : Diceria dell'untore (it), de Beppe Cino
- 1990 : Le Voyage du capitaine Fracasse (Il viaggio di Capitan Fracassa), de Ettore Scola
- 1992 : Gole ruggenti (it), de Pier Francesco Pingitore
- 1994 : I mitici - Colpo gobbo a Milano, de Carlo Vanzina
- 2000 : Ponte Milvio, de Roberto Meddi (it)